# E.T. l'extra-terrestre
E.T. l'extra-terrestre (E.T. the Extra-Terrestrial), noto anche semplicemente come E.T., è un film del 1982 ideato, diretto e co-prodotto da Steven Spielberg.
Scritto da Melissa Mathison, racconta la storia di Elliott, un ragazzino che fa amicizia con un extraterrestre, che soprannomina E.T., lasciato accidentalmente sulla Terra dai suoi simili. Insieme ai suoi amici e alla sua famiglia, Elliott trova un modo per aiutare E.T. a tornare a casa nonostante l'intromissione del governo. Il cast principale è composto da Dee Wallace, Henry Thomas, Peter Coyote, Robert MacNaughton e Drew Barrymore.
Il concetto era basato su un amico immaginario pensato da Spielberg dopo il divorzio dei suoi genitori. Nel 1980, Spielberg incontrò Mathison e sviluppò una nuova storia da un progetto non realizzato, Night Skies. In meno di due mesi, Mathison ha scritto la prima bozza della sceneggiatura, intitolata E.T. and Me, che ha subito due riscritture. Il progetto è stato respinto dalla Columbia Pictures, che ha dubitato del suo potenziale commerciale. Alla fine, la Universal Pictures ha acquistato la sceneggiatura per 1 milione di dollari. Le riprese si sono svolte da settembre a dicembre 1981 con un budget di 10,5 milioni di dollari. A differenza della maggior parte dei film, E.T. è stato girato in un ordine cronologico approssimativo, per facilitare le prestazioni emotive convincenti del giovane cast. Gli animatronici degli E.T. sono stati progettati da Carlo Rambaldi.
È stato presentato in anteprima come film di chiusura del Festival di Cannes il 26 maggio 1982 ed è stato distribuito negli Stati Uniti l'11 giugno dello stesso anno. Il film si è rivelato un blockbuster immediato, superando Guerre stellari per diventare il film con il maggior incasso di sempre, un record durato undici anni e poi superato da un altro film di Spielberg, Jurassic Park, nel 1993. Oltre al successo commerciale, E.T. è stato ampiamente acclamato dalla critica cinematografica ed è considerato uno dei più grandi film di tutti i tempi. Ha ricevuto nove candidature ai Premi Oscar 1983, tra cui quello per il miglior film, e ha vinto quattro premi: miglior colonna sonora, migliori effetti speciali, miglior suono e miglior montaggio sonoro. Il film ha anche vinto cinque Saturn Awards e due Golden Globe, tra cui miglior film drammatico. È stato ripubblicato nel 1985 e di nuovo nel 2002, per celebrare il suo 20º anniversario, con inquadrature, effetti visivi e scene aggiuntive alterate.
Per il regista, E.T. aprì la strada a un nuovo genere di film: pellicole più personali, incentrate sulle emozioni e sulle condizioni umane dei protagonisti, come saranno anche Il colore viola, Schindler's List e Amistad.
Nel 1994 fu scelto per la conservazione nel National Film Registry della Biblioteca del Congresso degli Stati Uniti. Nel 1998 l'American Film Institute l'inserì al venticinquesimo posto della classifica dei migliori cento film statunitensi di tutti i tempi, mentre nel 2008, nella lista aggiornata, salì al ventiquattresimo posto.
In Svezia il film fu vietato ai minori di 11 anni.

## Trama
(E.T.)
Una notte, un gruppo di botanici alieni visitano segretamente la Terra per raccogliere esemplari di piante in una foresta della California. Uno di loro, affascinato dalle luci lontane della città, si separa dal gruppo, ma in quel momento arrivano alcuni agenti del governo americano, che inseguono la creatura spaventata. Gli altri alieni salgono velocemente sull'astronave e decollano, abbandonandolo sulla Terra. 
In un quartiere vicino, nella San Fernando Valley, un gruppo di ragazzi trascorre la serata giocando a una partita a Dungeons & Dragons. Il più giovane di loro è Elliott Taylor, di 10 anni, che vive con il fratello maggiore Michael, la sorella minore Gertie e la madre Mary. Il padre di Elliott, a detta della madre, si trova in Messico per lavoro, ma in realtà si tratta di una bugia per coprire la separazione tra i due. Uscito per ritirare una pizza ordinata dagli amici di Michael, Elliott si insospettisce quando sente qualcosa muoversi nel capanno degli attrezzi e, credendo che si tratti del suo cane Harvey, lancia una palla da baseball in tale direzione; anche se il cane non si trova lì, la palla gli viene ributtata indietro. Più tardi, Elliott ritorna con una torcia e seguendo le tracce scopre nel campo di mais attiguo a casa l'extraterrestre, che urla e fugge spaventato. Dopo aver provato a raccontare dell'alieno alla famiglia, non venendo creduto, il giorno dopo il ragazzo lascia una scia di caramelle nella foresta per attirare la creatura a casa sua. La stessa notte l'alieno fa visita a Elliott per restituirgli i dolcetti, e lui, entusiasta, lo nasconde nella sua stanza. Prima di andare a dormire, si rende conto che l'alieno imita i suoi movimenti, dimostrandosi un essere curioso, mite e sensibile.
La mattina successiva, il ragazzo finge di avere la febbre per poter restare a casa e studiare meglio lo strano visitatore. Elliott si rende conto di riuscire a provare le emozioni dell'alieno: quando esso apre accidentalmente un ombrello, rimanendo sorpreso e spaventato, anche Elliott sperimenta la stessa sensazione pur non trovandosi nella stessa stanza. Il pomeriggio seguente, Eliott presenta Michael e Gertie all'alieno, e i tre decidono di tenerlo nascosto alla madre Mary. Quando i bambini chiedono all'alieno le sue origini, lui risponde facendo levitare diverse palle di pongo, che rappresentano il suo sistema planetario. Dimostra anche i suoi poteri curativi, facendo rifiorire dei crisantemi morti in un vaso e guarendo un taglio su un dito di Elliott attraverso il suo polpastrello bioluminescente.
La mattina dopo Elliott va a scuola e, nel corso della mattinata, inizia a sperimentare una connessione empatica molto più forte con l'alieno, rimasto a casa. Quando l'essere beve tutte le birre in frigo e si ubriaca, Elliott in classe si sente anche lui ubriaco, perdendo il controllo del suo corpo e liberando tutte le rane usate per un esperimento nella lezione di scienze. Quando l'alieno vede in televisione John Wayne baciare Maureen O'Hara nel film Un uomo tranquillo, Elliott bacia una compagna di classe nella stessa maniera.
L'extraterrestre, che viene chiamato E.T., legge un fumetto in cui Buck Rogers, bloccato su un altro pianeta, chiede aiuto costruendo un dispositivo di comunicazione improvvisato, che lo ispira a fare la stessa cosa, ed inizia anche a parlare la lingua umana, ripetendo ciò che Gertie dice mentre guarda in televisione Sesamo apriti. Con la semplice frase "E.T. telefono casa", E.T. esprime il desiderio di contattare i suoi simili per tornare a casa, quindi Elliott e Michael gli procurano il materiale necessario affinché riesca a costruire un dispositivo utile a tale scopo. Michael nota che la salute di E.T. sta peggiorando e che Elliott si riferisce a sé stesso come "noi". In tutto questo, i ragazzi non si rendono conto che E.T. e loro tre sono spiati dagli agenti governativi.
La sera di Halloween, i fratelli travestono E.T. come un fantasma (spacciandolo per Gertie), così da poterlo far uscire di casa senza destare sospetti. Elliott accompagna l'alieno fino alla foresta nel luogo dell'atterraggio dell'astronave; all'improvviso perde il controllo della sua bicicletta e i due rischiano di cadere in un dirupo, ma E.T. usa il suo potere di telecinesi, facendo volare la bicicletta. Una volta giunti nella foresta l'alieno riesce a inviare con successo un segnale al suo pianeta natale. Non vedendo arrivare la nave spaziale, Elliott chiede a E.T. di tornare a casa e di restare con lui, ma l'extraterrestre pensa solamente a tornare a casa, nonostante abbia visto il bambino piangere.
Dopo aver passato la notte nel bosco, Elliott si sveglia notando la mancanza di E.T. e ritorna a casa disperato, per poi implorare Michael di andare a trovarlo, che parte in bicicletta e, durante il viaggio, scopre di essere seguito da un'auto, probabilmente del governo, ma riesce a seminarla. Arrivato nel bosco, Michael trova il macchinario costruito da E.T. e il costume da fantasma ma non l'alieno, che rinviene poi in stato di ipotermia in un ruscello circondato dai procioni, e lo porta da Elliott.
Mary, di ritorno dal lavoro, trova Elliott moribondo e viene a conoscenza dell'alieno. Spaventata, scappa cercando di mettere al sicuro i figli, ma viene bloccata dagli scienziati del governo, che, guidati da Keys, un agente conoscente di Elliott, costruiscono una struttura medica d'emergenza in casa, mettendo in quarantena il bambino e l'alieno. Il giorno dopo la connessione mentale tra Elliott ed E.T. scompare nel momento in cui E.T. sta morendo. Elliott viene portato via, mentre i medici cercano disperatamente di rianimare E.T. e Michael scopre che i crisantemi precedentemente rianimati dall’alieno stanno morendo di nuovo. Quando Elliott si è ripreso, gli scienziati lo riportano alla sua famiglia e Keys gli permette di rimanere solo con E.T. per un momento. Elliott saluta in lacrime l'alieno e chiude la cassa in cui è stato messo, ma in quel momento la luce del cuore di E.T. inizia a brillare ed Elliott nota che i crisantemi stanno tornando in vita, allora apre la cassa e scopre che E.T. si è rianimato; l'alieno dice infatti ad Elliott che i suoi simili stanno venendo a prenderlo.
Elliott e Michael scappano con un furgone assieme all'alieno, strappando via un tubo dalla struttura medica, al quale però due scienziati si aggrappano cercando di prenderli. Elliott svita il tubo dal furgone che, durante una curva, si stacca e i due scienziati rotolano per la strada mentre diverse auto della polizia si dirigono verso i tre, che nel frattempo riescono a ritrovarsi in un parco con gli amici di Michael. Successivamente Mary e gli agenti raggiungono il furgone abbandonato, mentre la donna li supplica di non usare armi. I ragazzini, dopo un breve inseguimento, riescono a seminare le macchine e a sfuggire agli agenti, i quali però li raggiungono insieme alla polizia, e armati di fucili, bloccano loro la strada. Elliott crede che non ci sia più niente da fare, ma E.T. aiuta i ragazzi facendo volare le loro biciclette verso il tramonto, in modo da raggiungere la foresta. 
L'astronave dei simili di E.T. atterra ed il suo cuore si illumina, mentre Mary, Gertie e Keys raggiungono i ragazzi, tutti vicini all'astronave. E.T. saluta una commossa Gertie, che gli dà un bacio e gli regala i crisantemi che aveva fatto rivivere, e Michael, che gli fa una carezza; infine abbraccia Elliott e, puntando il dito luminoso sulla fronte del ragazzo lo saluta dicendo "io sarò sempre qui" (frase con cui Elliott l'ha rassicurato più volte), poi raccoglie il vaso di crisantemi e sale a bordo dell'astronave. Mentre gli altri la guardano decollare, l'astronave lascia un arcobaleno nel cielo.

## Produzione

### Sceneggiatura
Dopo il divorzio dei suoi genitori nel 1966 Spielberg colmò il vuoto causato dall'avvenimento con un alieno immaginario che gli facesse compagnia. Durante il 1978 Spielberg annunciò di voler girare un film in soli ventotto giorni dal titolo Growing Up (Crescere). Il progetto fu messo da parte a causa degli impegni dovuti alle riprese del film 1941 - Allarme a Hollywood, ma Spielberg era fermamente intenzionato a realizzare un breve film autobiografico sulla sua infanzia.
Mentre lavorava ad un altro suo famoso film di fantascienza con al centro il tema del contatto tra l'umanità e una specie extraterrestre, Incontri ravvicinati del terzo tipo, il regista iniziò a concepire l'idea per una nuova pellicola dello stesso genere. La storia narrava di una famiglia di campagna terrorizzata da un gruppo di alieni, che tentano di irrompere nella casa. Una prima bozza, intitolata Night Skies, fu scritta, ma quando Spielberg la lesse, disse che non avrebbe voluto fare un film del genere, in quanto avrebbe tradito le sue convinzioni.

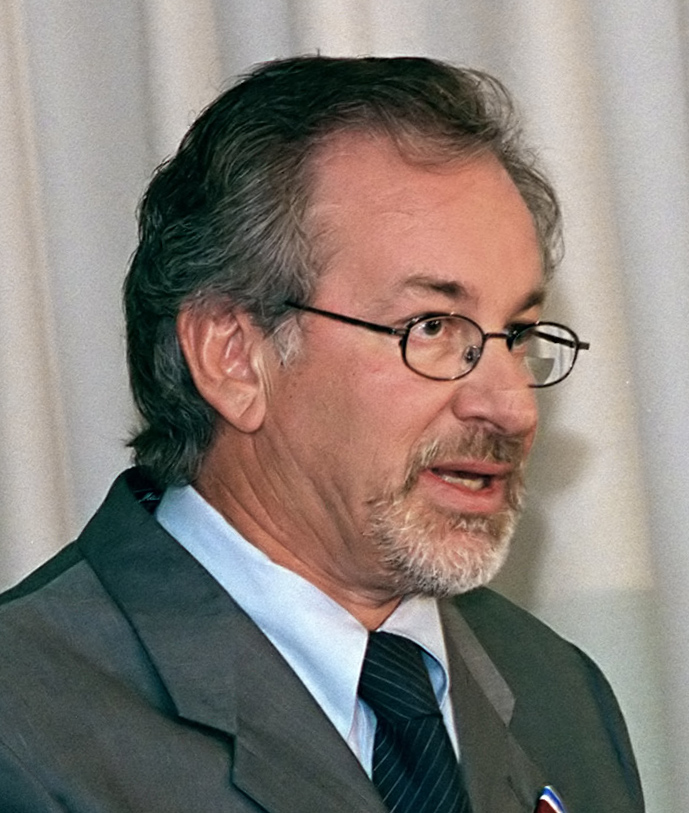
Il regista Steven Spielberg, qui fotografato nel 1999

Durante le riprese de I predatori dell'arca perduta in Tunisia la memoria dei momenti d'infanzia di Spielberg riaffiorò. Il regista si ricordava di aver apprezzato The Black Stallion, un film sull'amicizia tra un ragazzo e un cavallo. Assieme alla sceneggiatrice della pellicola, Melissa Mathison (anche lei in Tunisia, con l'allora marito Harrison Ford), iniziarono a discutere su Night Skies. Sebbene avessero deciso di stravolgere completamente la storia, un dettaglio della sceneggiatura fu usato come spunto: nel finale, uno degli alieni viene lasciato per errore sulla Terra.
Spielberg e la produttrice associata Kathleen Kennedy convinsero Mathison a scrivere il copione basato sul soggetto del regista, intitolato E.T. and Me, una volta tornata a Los Angeles. Già mentre scriveva, Mathison aveva in mente una primitiva versione di E.T.: assieme al regista decise che l'alieno avrebbe dovuto essere brutto, ma non spaventoso, come "Una tartaruga senza guscio. L'amore e l'affetto che volevamo mostrare non si basava sull'essere carini." Il copione fu pronto in otto settimane e Spielberg lo considerò perfetto. La Columbia Pictures, produttrice di Night Skies, incontrò Spielberg per discutere il copione. Lo studio lo definì "uno stupido film della Walt Disney", così Spielberg si avvicinò a Sid Sheinberg, presidente della Universal, che diede via libera al giovane regista.

### Cast
Il casting venne effettuato nel marzo del 1981. Spielberg effettuò il provino di oltre trecento ragazzi per i ruoli. Avendo lavorato con Cary Guffey in Incontri ravvicinati del terzo tipo aveva confidenza a lavorare con un cast composto principalmente da attori giovani invece che da attori adulti.

Spielberg conobbe Drew Barrymore durante i provini per Poltergeist - Demoniache presenze, e le piacque, descrivendola come "un'adorabile bugiarda". Non la prese nel film, ma le disse che l'avrebbe contattata per un altro progetto. La bambina si guadagnò il ruolo, raccontando al regista di essere alla guida di una band punk rock. 

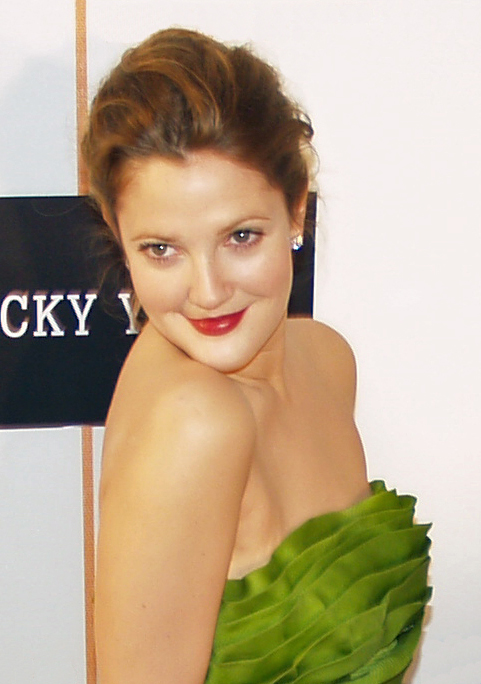
Drew Barrymore ottenne il ruolo raccontando di essere la leader di una rock band.

MacNaughton fece otto audizioni per il ruolo di Michael, spesso provando con ragazzi che recitavano per il ruolo di Elliott Taylor.
Nell'agosto del 1981 Spielberg non aveva ancora trovato il ragazzo giusto per interpretare Elliott. Fu infine scelto Henry Thomas, suggerito da Robert Fisk, il quale, nonostante non convincesse il regista durante la lettura del copione, ottenne la parte quando improvvisando la scena in cui l'alieno viene portato via dal governo, riuscì a piangere pensando al suo cane morto tre anni prima.
Spielberg si divertì a lavorare con i ragazzi, notando che l'esperienza gli fece maturare l'idea di diventare padre.
Debra Winger e lo stesso Spielberg fornirono il suono di E.T. durante le riprese e per il montaggio provvisorio, ma l'alieno venne in seguito doppiato da Pat Welsh, una signora della Contea di Marin in California. Welsh fumava due pacchetti di sigarette al giorno, che le fornirono una voce roca e adatta al personaggio, secondo il creatore degli effetti sonori Ben Burtt. Per registrare la parte, Welsh stette in sala registrazione per un totale di nove ore e mezzo venendo pagata 380 $ da Burtt per i suoi servizi. Nella versione italiana, la voce di E.T. sarà poi prestata dalla doppiatrice Elsa Camarda.
Per interpretare il personale medico che cercava di salvare la vita di E.T., Spielberg reclutò dei veri dottori che lavoravano presso il centro medico dell'Università del sud California: riteneva, infatti, che sarebbe sembrato innaturale che degli attori interpretassero tali ruoli leggendo battute con dialoghi tecnici.
Durante la fase di post-produzione, Spielberg decise di eliminare la scena in cui recitava Harrison Ford nel ruolo dell'insegnante di Elliott. La scena vedeva Elliott rimproverato dall'insegnante nella classe di scienze e in quel momento una sedia sarebbe dovuta levitare, mentre E.T. faceva levitare il suo dispositivo "telefono-casa" per la scala assieme a Gertie.

#### Cameo
Debra Winger, presente sul set per dare la voce a E.T., appare nel film travestita da mostro durante la festa di Halloween.

### Riprese
Le riprese del film iniziarono l'8 settembre 1981, a Los Angeles, e sarebbero dovute durare circa sessantacinque giorni (in realtà servirono quattro giorni aggiuntivi di riprese). Per motivi di sicurezza, il titolo provvisorio del film venne cambiato in A Boy's Life. Sul set chiunque doveva possedere un tesserino di riconoscimento.
La troupe spese i successivi undici giorni spostandosi tra Northridge e Tujunga, dove ancora è esistente la casa delle riprese, sita al 7121 di Lonzo Street.
I successivi quarantadue giorni si lavorò ai Laird International Studios a Culver City, per gli interni della casa di Elliott. La troupe lavorò in una foresta di sequoie vicino a Crescent City per gli ultimi giorni di produzione.
Una delle cose che aiutò maggiormente i giovani attori fu il fatto che venne girato in ordine cronologico, seguendo l'andamento degli eventi. Spielberg disse a proposito:
Quando Michael incontrò per la prima volta l'alieno, l'apparizione della creatura fece saltare MacNaughton all'indietro. Questo tipo di ripresa permise ai giovani attori di sentirsi legati a E.T., rendendo le sequenze ospedaliere più commoventi. Spielberg assicurò che non ci sarebbero state marionette sul set così da mantenere l'illusione della presenza di un vero alieno. Per la prima volta nella sua carriera non utilizzò storyboard per la maggior parte del film, così da permettere una maggiore spontaneità nelle performance. I tre protagonisti vennero inoltre incoraggiati a improvvisare, inventando dialoghi o singole frasi. La battuta di Gertie, "Non mi piacciono i suoi piedi", quando vede E.T. per la prima volta fu improvvisata da Drew Barrymore, così come l'intera scena tra l'alieno ed Elliott, dove quest'ultimo mostra i suoi giocattoli. Per la scena di Halloween, i ragazzi si presentarono sul set già vestiti con i costumi. Spielberg ricambiò lo scherzo, dirigendo per l'intera giornata vestito da maestra.
Nel film era presente il cameo di Harrison Ford, nel ruolo del maestro di Elliott. Spielberg decise infine di tagliarlo, in quanto avrebbe distratto il pubblico dalla storia.

#### Biciclette BMX
Gli stuntmen che eseguirono la scena dell'inseguimento attraverso le colline e il cantiere della cittadina furono Robert Cardoza, Bob Haro, Grant Meyers, e David Lee. I loro nomi, tuttavia, non compaiono nei titoli di coda. L'attrezzatura utilizzata per tale scena fu una serie di BMX di fabbricazione giapponese, le Kuwahara. La bicicletta in dotazione ad Henry Thomas era il modello Model 3003.

### Effetti speciali
(Steven Spielberg)

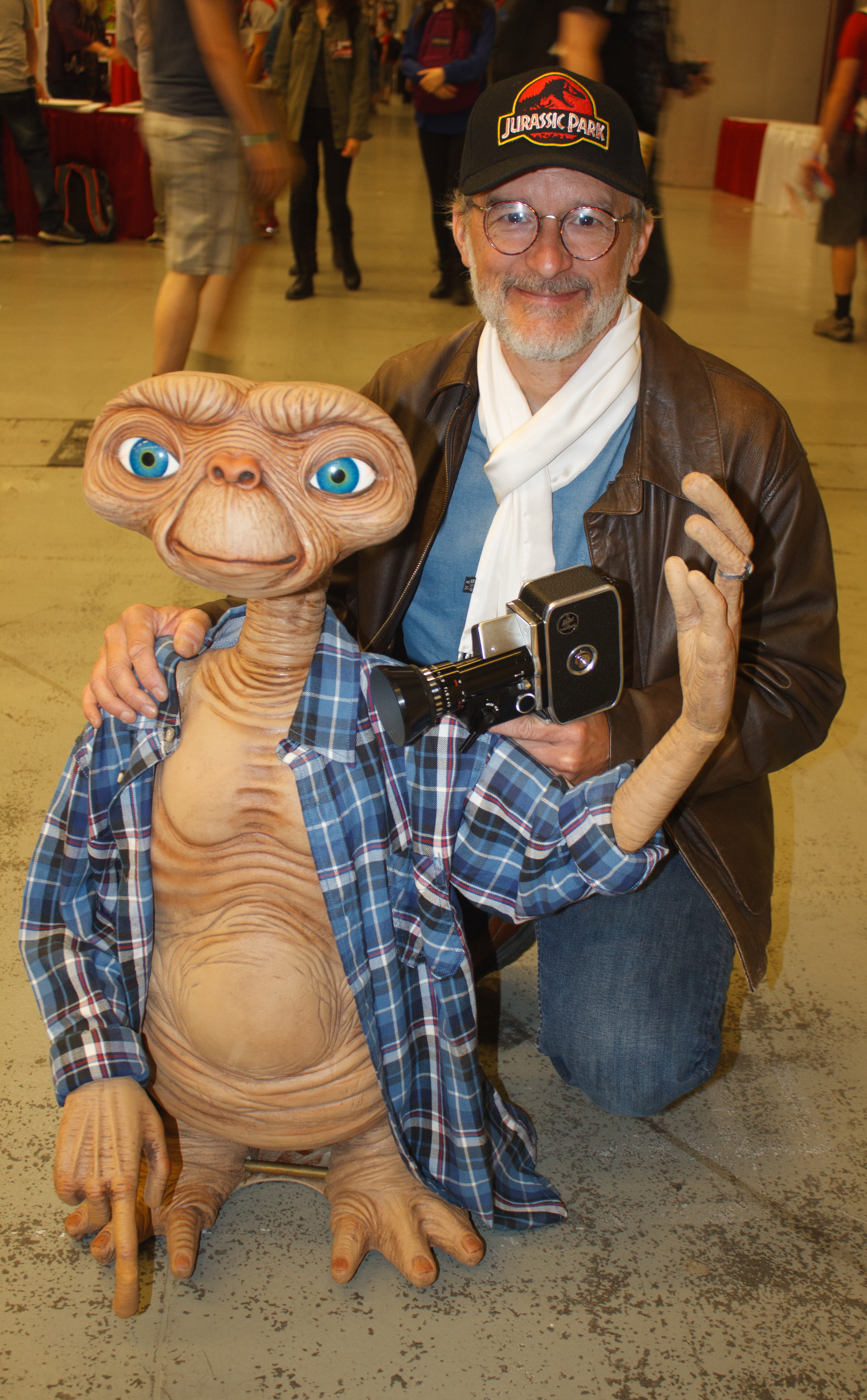
Un cosplay di Steven Spielberg insieme ad un modello di E.T. nel 2016

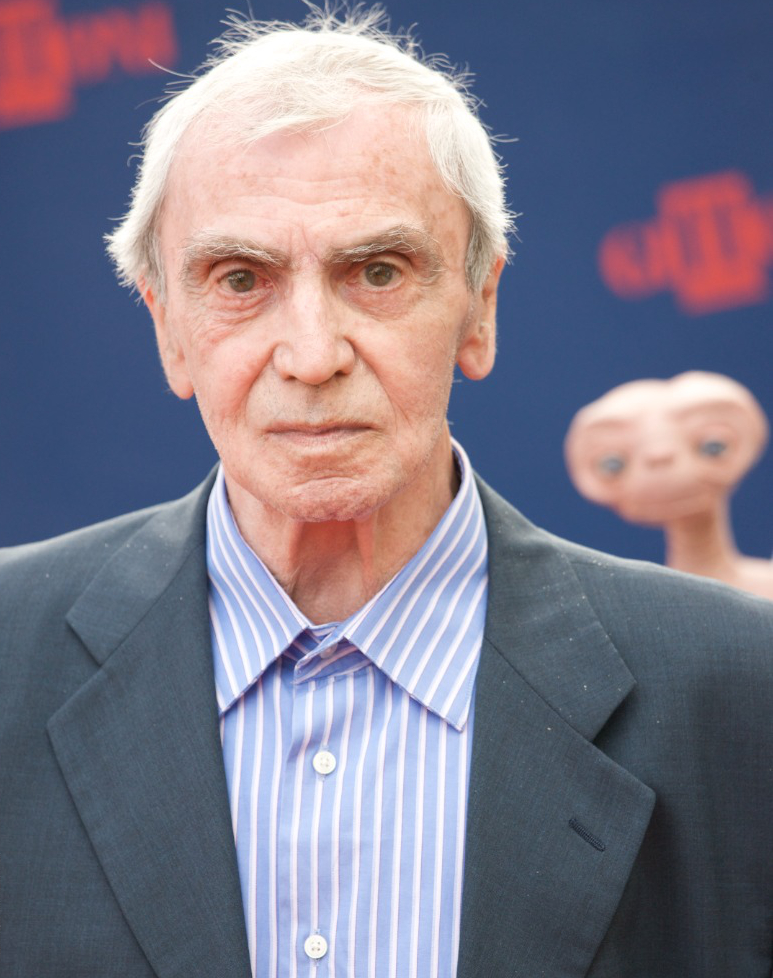
L'effettista Carlo Rambaldi nel 2010

Per la creazione dell'alieno protagonista, Spielberg diede diverse istruzioni agli artisti concettuali: E.T. avrebbe dovuto essere alto soltanto un metro, con un collo telescopico e piccoli piedi grassocci. Per la costruzione pratica della creatura, si rivolse all'italiano Carlo Rambaldi; Spielberg e Rambaldi avevano già lavorato insieme in un altro celebre film del regista americano dedicato alle creature extraterrestri, Incontri ravvicinati del terzo tipo.
Il viso dell'alieno si ispira a quelli di Carl Sandburg, Albert Einstein ed Ernest Hemingway. La produttrice Kathleen Kennedy visitò lo Eye Institute di Jules Stein per studiare gli occhi reali e quelli di vetro. Assunse quindi personale dell'istituto per creare gli occhi di E.T., che Spielberg ritenne importanti per attirare il pubblico.
Nel gennaio del 1981, sei mesi prima dell'inizio delle riprese, Rambaldi costruì un modello a grandezza naturale di E.T. in creta. Il regista fece dei test per verificare come appariva il modello quando veniva illuminato dalle luci di scena. Il direttore della fotografia Allen Daviau scoprì che le luci miglioravano l'aspetto dell'alieno, al quale fu definitivamente applicato il colore marrone. Una delle sfide nella creazione del pupazzo fu quella di rendere realistico il movimento della bocca e della lingua. Il tecnico Steven Townsend riuscì a risolvere il problema, costruendo un meccanismo costituito da sei cavi separati.
Nell'aprile del 1981 tre esemplari di E.T. erano stati assemblati: un E.T. meccanico a grandezza naturale, alto 1,2 metri (1,4 m estendendo il collo), la cui testa era lunga circa mezzo metro e veniva controllata da dodici uomini; un modello elettronico azionato da remoto mediante radiofrequenza, usato nei primi piani, per le espressioni facciali; una tuta a grandezza naturale, indossabile da attori nani. Vennero costruite anche quattro ulteriori teste, ognuna delle quali poteva essere montata con i vari corpi. I modelli erano costituiti da uno scheletro di alluminio e ferro, ricoperto da diversi strati di fibra di vetro, poliuretano e gomma. Tutti i modelli meccanici e animatronici di E.T. avevano ottantasette punti di movimento, di cui dieci solo nella faccia. Questo rappresentava, nel 1981, il limite massimo di movimento per un pupazzo ad uso cinematografico.
Due attori nani, Tamara De Treaux e Pat Bilon, ed un ragazzo di dodici anni nato senza le gambe, Matthew De Meritt, vennero scritturati per indossare a turno il costume, in base alla scena da filmare. Caprice Roth, un mimo professionista, realizzò le mani di E.T. Il prodotto finale venne realizzato in tre mesi con un costo di 1 500 000 $.
L'Industrial Light & Magic si occupò degli effetti speciali. Il supervisore Dennis Muren curò le scene in cui compare l'astronave degli alieni. Sebbene queste sequenze siano dettagliate e importanti, Spielberg non pose particolare attenzione alla resa finale, in quanto gli interessava sottolineare solo l'aspetto emotivo della pellicola.

## Colonna sonora

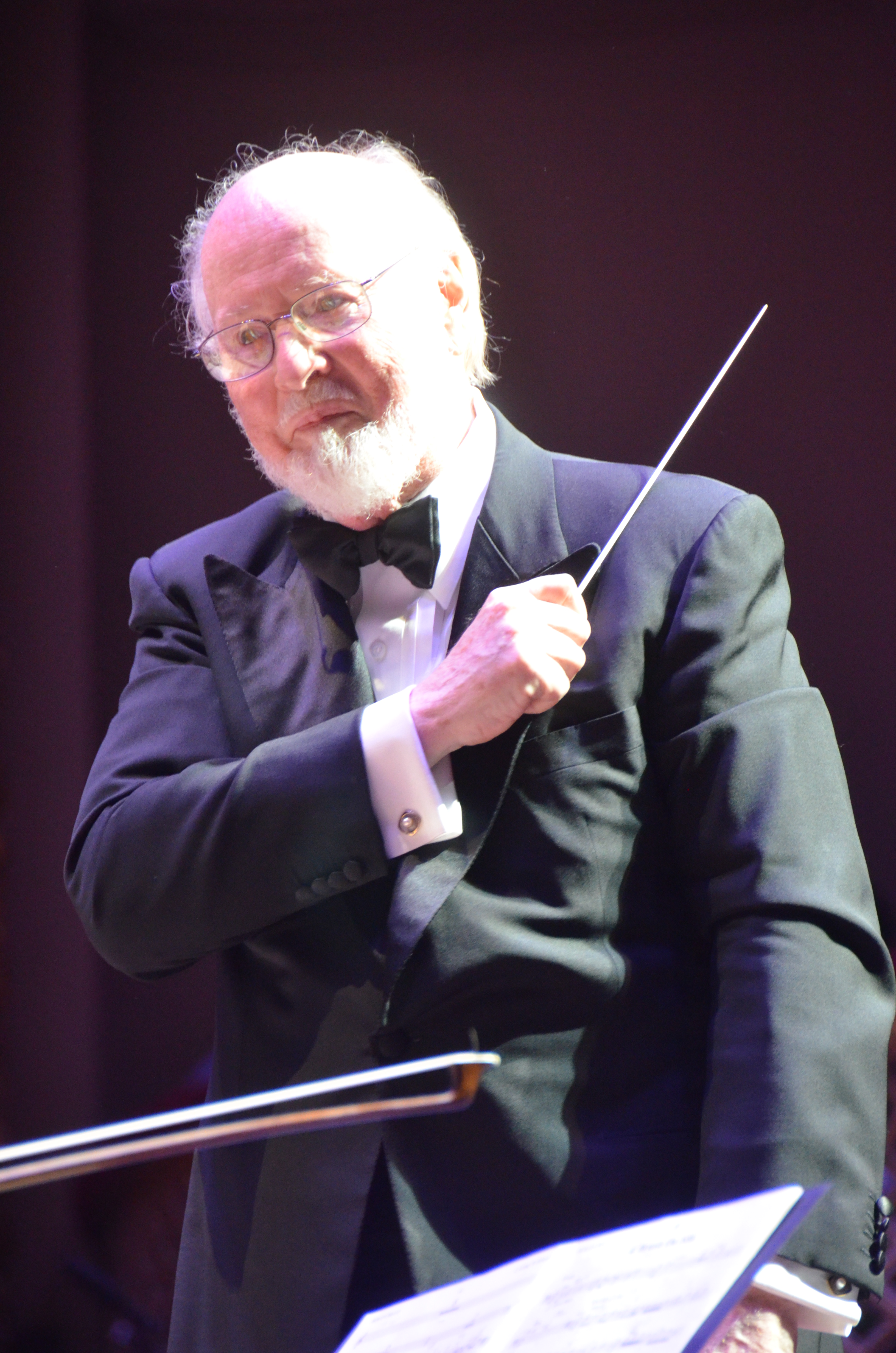
Il compositore John Williams.

La colonna sonora del film è stata composta da John Williams, collaboratore abituale di Spielberg. Per il musicista scrivere la musica della pellicola fu difficile, in quanto dovette comporre commenti musicali per scene che non poteva vedere o di cui visionava la versione provvisoria, senza effetti speciali o suoni. Inoltre dovette creare una composizione che rendesse simpatico un essere all'apparenza "brutto" come E.T.
Williams ebbe diverse difficoltà nel far aderire la musica alla lunga sequenza finale, quindi Spielberg permise al compositore di scriverla come meglio credeva per poi rimontare le scene a musica ultimata in modo che combaciassero con essa. Williams ha adottato un approccio modernista, in particolare con il suo uso della politonalità, che si riferisce al suono di due diversi tasti suonati contemporaneamente. Il suo tema, che enfatizza strumenti coloristici come l'arpa, il pianoforte, la celesta e altri strumenti a tastiera, così come le percussioni, suggerisce la natura infantile di E.T. e il suo "apparecchio di comunicazione". L'album della colonna sonora è stato pubblicato per la prima volta l'11 giugno 1982, lo stesso giorno d'uscita del film. Un album di accompagnamento di audiolibro con la colonna sonora di Williams, prodotto da Quincy Jones e narrato da Michael Jackson, fu pubblicato il 15 novembre 1982, lo stesso mese dell'acclamato sesto album in studio di Jackson, Thriller. Per il suo lavoro su E.T. l'extra-terrestre, Williams vinse il suo terzo Oscar.

## Distribuzione

### Data di uscita
Il film è uscito nelle sale cinematografiche statunitensi l'11 giugno 1982, mentre in Italia il 7 dicembre dello stesso anno. Per il 20º anniversario, è ritornato nelle sale italiane con una versione ridoppiata con scene inedite, effetti speciali potenziati e colonna sonora rimasterizzata.

### Edizione italiana
Il doppiaggio originale, diretto da Fede Arnaud su dialoghi di Sergio Jacquier, venne eseguito presso la International Recording con le voci della S.A.S. Per il 20º anniversario del film, il film venne ridoppiato nel 2002 dalla PumaisDue sotto la direzione di Fiamma Izzo.

### Edizione del 20º anniversario
(Steven Spielberg)
Nel 2002, in occasione del ventesimo anniversario della pellicola, Spielberg decise di ridistribuire E.T., per una nuova generazione, con effetti speciali migliorati, pulizia dei negativi e rimasterizzazione della colonna sonora.
Per ottenere questi risultati, il regista si affidò nuovamente alla Industrial Light & Magic, preservando la continuità artistica e creativa iniziata nel 1981. L'operazione richiese due gruppi, uno dedicato al lato tecnico e l'altro alla supervisione dell'animazione, entrambi a stretto contatto e supervisionati da Spielberg. Inizialmente, i tecnici si occuparono di restaurare i negativi, togliendo graffi, imperfezioni e difetti, per poi modificare alcune espressioni facciali di E.T., ricreare gli sfondi, modificare piccoli elementi (come il mantello di Elliott durante il volo) e, infine, creare una versione in CGI dell'alieno, da utilizzare in alcune scene. Essendo andati perduti tutti i pupazzi di E.T., i realizzatori hanno dovuto ricreare l'alieno basandosi sulle inquadrature del film. L'evoluzione degli effetti speciali nel corso degli anni ha permesso alla ILM di migliorare alcune scene eliminate con l'aiuto dell'E.T. in CGI, e poterle includere nel montaggio finale, come la sequenza di E.T. ed Elliott in bagno.

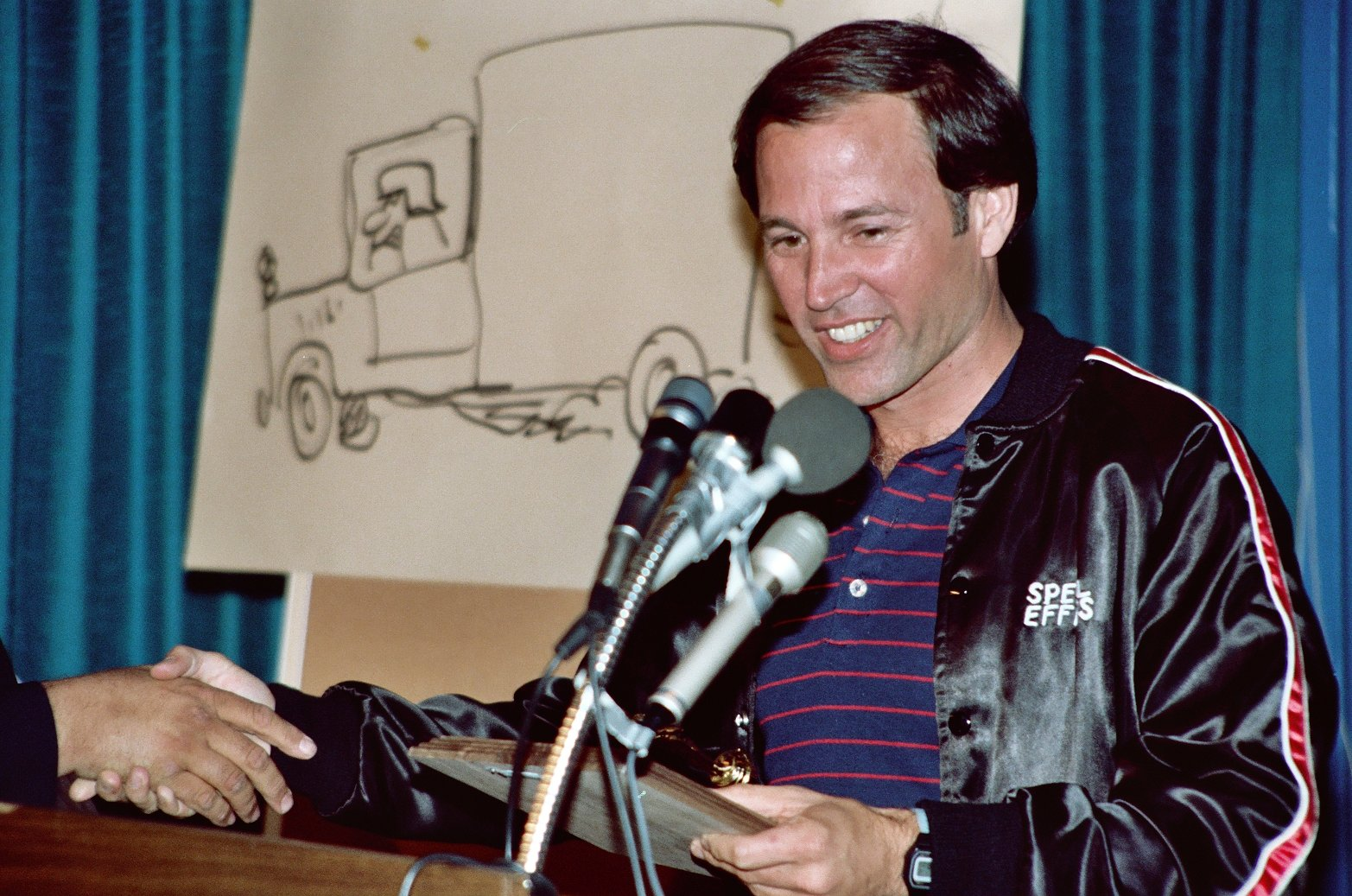
Frank Marshall ha svolto il ruolo di produttore per la nuova versione del film

Altre modifiche sono costituite dalla sostituzione delle armi degli agenti governativi in walkie-talkie. Questa sostituzione è stata voluta dal regista in quanto, oltre agli avvenimenti dell'11 settembre allora recenti, dopo la nascita dei figli considerava inappropriato mostrare delle armi nel film. Secondo altre fonti, l'inserimento dei walkie-talkie è stata un favore da parte di Spielberg a Drew Barrymore. Allo stesso modo, nella scena di Halloween della versione originale, Mary impedisce al figlio di vestirsi "come un terrorista". Nella nuova versione, la parola terrorista è stata sostituita da hippie (sebbene nella sceneggiatura la parola fosse soldato). Spielberg ha comunque deciso di non inserire il cameo di Harrison Ford.
Durante la prima proiezione della nuova versione film, Williams ha diretto un'orchestra dal vivo, suonando l'intera colonna sonora in sincrono col film, in un'impresa mai fatta da altro compositore cinematografico.
La nuova versione, uscita il 22 marzo 2002 negli Stati Uniti e il 29 marzo in Italia, ha ricevuto una tiepida accoglienza, simile a quella ottenuta dalle edizione speciali di Guerre stellari: le modifiche sono state viste come un tentativo di rendere il film politicamente corretto. Peter Travers su Rolling Stone ha commentato "Ricordate le armi che brandivano i federali? Grazie ai miracoli del digitale, ora brandiscono dei walkie-talkie... È questo che due decenni hanno fatto alla libertà di parola?" Chris Hewitt scrisse su Empire, "Le modifiche sono estremamente di basso profilo, mentre gli effetti della ILM vengono usati come complemento al pupazzo di Rambaldi."

### Edizioni home video
E.T. è stato distribuito nel corso degli anni in vari formati, VHS, Laserdisc e DVD:

#### VHS e laserdisc
Il film fu distribuito per la prima volta in VHS e Laserdisc il 27 ottobre 1988; per combattere la pirateria, le videocassette furono colorate di verde. La vendita delle VHS fruttò 75 milioni di dollari soltanto in America, quando ancora il formato non era così popolare come sarebbe stato in seguito.

#### DVD
Il 9 dicembre 2002, dopo la riedizione per il ventesimo anniversario, il film fu distribuito in DVD, in varie versioni: a disco singolo, doppio disco o cofanetto, contenente le due versioni del film e vari contenuti bonus.

#### Blu-ray
Nell'ottobre del 2012, in occasione del 30º anniversario, è stato pubblicato in Blu-ray il film nella versione cinematografica originale, ovvero senza le modifiche apportate nella riedizione del 2002. L'edizione italiana contiene il doppiaggio originale del 1982.

## Accoglienza

### Incassi
E.T. l'extra-terrestre è stato presentato in anteprima a Houston, in Texas, dove ha ricevuto un punteggio elevato dagli spettatori. Il film è stato presentato fuori concorso nel giorno di chiusura del 35º Festival di Cannes, dove venne accolto con una standing ovation, e infine distribuito negli Stati Uniti d'America l'11 giugno 1982.
Nel fine settimana di apertura debuttò in prima posizione, guadagnando 11 milioni di dollari, per poi mantenere la posizione per sei settimane. Rimase tra la prima e la seconda posizione del botteghino fino a gennaio. Smise di venire proiettato il 3 giugno 1983, con un guadagno di 359.197.037 dollari in America, e 664.997.037 globalmente, a fronte di un budget di 10.500.000 dollari.
Nel 1983, E.T. ha superato Guerre stellari come film con il maggior incasso di tutti i tempi. Box Office Mojo stima che il film abbia venduto più di 120 milioni di biglietti negli Stati Uniti nella sua corsa iniziale nelle sale.
Il film fu ridistribuito il 19 luglio 1985, guadagnando 40 milioni di dollari. Nel 2002, quando fu ri-edito, la pellicola guadagnò 14.223.110 dollari durante il primo fine settimana di programmazione e 35.306.015 dollari complessivamente. 

Con le successive riedizioni l'incasso complessivo è arrivato a 792.910.554 dollari.

### Critica
E.T. l'extra-terrestre ha ricevuto il plauso universale. Roger Ebert ha dato al film quattro stelle e ha scritto "Questo non è semplicemente un buon film. È uno di quei film che spazzano via le nostre cautele e conquistano i nostri cuori". Derek Malcolm di The Guardian ha scritto che "E.T. è un pezzo superlativo del cinema popolare... un sogno dell'infanzia, brillantemente orchestrato per coinvolgere non solo i bambini, ma chiunque sia in grado di ricordare di esserlo".
The Times pose il film tra i nuovi miti di Hollywood: "Criticare E.T. in termini ordinari è come criticare le tecniche di struttura dell'Iliade, le motivazioni dei personaggi di Cenerentola o la zoologia di King Kong. Come loro E.T. è passato nell'universo delle mitologie, dove contano solo le leggende".
Michael Sragow su Rolling Stone definì Spielberg "Un Jean Renoir dell'era spaziale... Per la prima volta, ha messo le sue incredibili capacità al servizio dei suoi sentimenti più profondi." e Leonard Maltin lo incoronò il miglior film dell'anno, sebbene ci furono anche pareri negativi: George Will fu uno dei pochi a non aver apprezzato il film, criticando il fatto che divulgasse sovversive nozioni scientifiche e sull'infanzia, mentre Vincent Canby del New York Times criticò il "riciclaggio spregiudicato di elementi presi da Le avventure di Peter Pan e Il mago di Oz".
Secondo alcuni, E.T. è in realtà un plagio di un progetto del 1967 mai realizzato di Satyajit Ray, intitolato The Alien; Ray ha commentato "E.T. non sarebbe stato possibile senza la mia sceneggiatura". Spielberg negò tali accuse, affermando di non aver mai letto il copione, in quanto quest'ultimo circolava a Hollywood quando il regista era ancora alle scuole superiori.
Altri critici hanno trovato in alcune scene dei paralleli tra E.T. e Gesù Cristo. Andrew Nigels ha descritto la sorte di E.T. come "crocifissione da parte degli scienziati militari e resurrezione grazie all'amore e alla fede". Spielberg, comunque, ha negato questa interpretazione, affermando che il film non è una parabola religiosa.
Il film detiene una valutazione di approvazione del 99% su Rotten Tomatoes, basata su 145 recensioni, e una valutazione media di 9,3/10. Il consenso critico del sito web recita: "Giocando sia come una emozionante avventura fantascientifica che come un notevole ritratto dell'infanzia, la toccante storia di Steven Spielberg di un alieno nostalgico rimane un pezzo di magia cinematografica per grandi e piccini". Su Metacritic ha un punteggio medio ponderato di 92/100, basato su 30 recensioni, che indica "acclamazione universale".
Oltre all'ampio plauso della critica, il presidente Ronald Reagan e la first lady Nancy rimasero commossi dal film, vedendolo alla Casa Bianca il 27 giugno 1982; la Principessa Diana del Galles, che aveva assistito alla première londinese all'Empire Leicester Square insieme al marito Carlo, scoppiò in lacrime, e François Truffaut, dopo averlo visionato a Cannes, inviò un telegramma a Spielberg su cui c'era scritto "Tu meriti di stare qui più di quanto lo meriti io", parafrasando una frase presente in Incontri ravvicinati del terzo tipo. George Lucas disse a Spielberg che il film avrebbe battuto al botteghino il suo Guerre stellari. Il 17 settembre 1982, il film fu proiettato alla Organizzazione delle Nazioni Unite, dove Spielberg ricevette una medaglia della pace.

## Riconoscimenti
- 1983 – Premio Oscar
  - Migliore colonna sonora a John Williams
  - Migliori effetti speciali a Carlo Rambaldi, Dennis Muren e Kenneth Smith
  - Miglior sonoro a Robert Knudson, Robert Glass, Don Digirolamo e Gene S. Cantamessa
  - Miglior montaggio sonoro a Charles L. Campbell e Ben Burtt
  - Candidatura al miglior film a Steven Spielberg e Kathleen Kennedy
  - Candidatura al miglior regista a Steven Spielberg
  - Candidatura alla miglior sceneggiatura originale a Melissa Mathison
  - Candidatura alla miglior fotografia a Allen Daviau
  - Candidatura al miglior montaggio a Carol Littleton
- 1983 – Golden Globe
  - Miglior film drammatico
  - Miglior colonna sonora a John Williams
  - Candidatura alla migliore regia a Steven Spielberg
  - Candidatura al miglior attore debuttante a Henry Thomas
  - Candidatura alla migliore sceneggiatura a Melissa Mathison
- 1983 – David di Donatello
  - Migliore regista straniero a Steven Spielberg
  - Candidatura al migliore produttore straniero a Steven Spielberg e Kathleen Kennedy
- 1983 – Premio BAFTA
  - Miglior colonna sonora a John Williams
  - Candidatura al miglior film
  - Candidatura alla migliore regia a Steven Spielberg
  - Candidatura al miglior attore debuttante a Henry Thomas
  - Candidatura al miglior attrice debuttante a Drew Barrymore
  - Candidatura alla migliore sceneggiatura a Melissa Mathison
  - Candidatura alla migliore fotografia ad Allen Daviau
  - Candidatura alla migliore scenografia a James D. Bissell
  - Candidatura al miglior trucco a Robert Sidell
  - Candidatura al miglior montaggio a Carol Littleton
  - Candidatura al miglior sonoro a Charles L. Campbell, Robert Knudson, Robert Glass, Don Digirolamo e Gene S. Cantamessa
  - Candidatura ai migliori effetti speciali a Dennis Muren e Carlo Rambaldi
- 1983 – Saturn Award
  - Miglior film di fantascienza
  - Migliore sceneggiatura a Melissa Mathison
  - Miglior poster a John Alvin
  - Migliori effetti speciali a Carlo Rambaldi e Dennis Muren
  - Miglior colonna sonora a John Williams
  - Candidatura alla Migliore regia a Steven Spielberg
  - Candidatura al Miglior attore protagonista a Henry Thomas
  - Candidatura alla Miglior attrice non protagonista a Dee Wallace
- 1983 – Premio César
  - Candidatura al Miglior film straniero a Steven Spielberg
- 1983 – Kansas City Film Critics Circle Award
  - Miglior film
  - Migliore regia a Steven Spielberg
- 1982 – Los Angeles Film Critics Association Award
  - Miglior film
  - Miglior regista a Steven Spielberg
  - New Generation Award a Melissa Mathison
  - Candidatura come miglior colonna sonora a John Williams
- 1983 – Awards of the Japanese Academy
  - Miglior film straniero
  - Figura più popolare a E.T
- 1983 – Boston Society of Film Critics Award
  - Miglior film
  - Migliore regia a Steven Spielberg
  - Migliore fotografia a Allen Daviau
- 1983 – Eddie Award
  - Candidatura come miglior montaggio a Carol Littleton
- 1983 – National Board of Review Award
  - Migliori dieci film
- 1983 – Blue Ribbon Award
  - Miglior film straniero a Steven Spielberg
- 1983 – Cinema Writers Circle Award
  - Miglior film straniero
- 1983 – DGA Award
  - Candidatura come miglior regia a Steven Spielberg
- 1983 – Fotogramma d'argento
  - Miglior film straniero a Steven Spielberg
- 1984 - Golden Screen
  - Golden Screen con una stella
- 1983 – Golden Screen
  - Golden Screen Award
- 2002 - Golden Trailer Awards
  - Candidatura come miglior film d'animazione/per la famiglia
- 1984 - Grammy Award
  - Miglior registrazione per bambini a Quincy Jones e Michael Jackson
- 1983 – Grammy Award
  - Miglior colonna sonora a John Williams
  - Miglior composizione strumentale a John Williams
  - Miglior arrangiamento strumentale a John Williams
  - Candidatura come miglior interpretazione strumentale pop a John Williams
- 1983 – Premio Hugo
  - Candidatura come miglior rappresentazione drammatica a Melissa Mathison e Steven Spielberg
- 1983 – Kinema Junpo Award
  - Miglior film straniero a Steven Spielberg
  - Readers' Choice Award a Steven Spielberg
- 1983 – Golden Reel Award
  - Miglior montaggio sonoro
- 1983 – National Society of Film Critics Awards
  - Migliore regia a Steven Spielberg
  - Candidatura come miglior film
- 1983 – Young Artist Award
  - Miglior film d'animazione, musicale o fantasy per la famiglia
  - Miglior attore giovane a Henry Thomas
  - Miglior attore giovane non protagonista a Robert MacNaughton
  - Miglior attrice giovane non protagonista a Drew Barrymore
- 1982 – New York Film Critics Circle Awards
  - Candidatura come miglior film
  - Candidatura come migliore regia a Steven Spielberg
- 2000 - PGA Awards
  - Miglior produttore a Kathleen Kennedy e Steven Spielberg
- 1983 – Sant Jordi Awards
  - Miglior film per bambini a Steven Spielberg
- 1983 – People's Choice Awards
  - Film preferito
  - Candidatura come giovane interprete cinematografico a Henry Thomas
- 1983 – WGA Award
  - Miglior sceneggiatura a Melissa Mathison

Nel 1994 la National Film Registry inserì E.T. l'extra-terrestre nella Biblioteca del Congresso, tra i film culturalmente, storicamente o esteticamente significativi.
Nella classifica dei 20 miglior finali del cinema, stilata dal Times, E.T. l'extra-terrestre compare al 4º posto.
Il film è stato inserito nella lista stilata dal New York Times dei 1000 migliori film di sempre.
AFI 100 Years... series:
- 1998 – AFI's 100 Years... 100 Movies (n. 25)
- 2002 – AFI's 100 Years... 100 Thrills (n. 44)
- 2005 – AFI's 100 Years of Film Scores (n. 14)
- 2005 – AFI's 100 Years... 100 Movie Quotes: "E.T. telefono casa" (n. 15)
- 2006 – AFI's 100 Years... 100 Cheers (n. 6)
- 2007 – AFI's 100 Years... 100 Movies (10th Anniversary Edition) (n. 24)
- 2008 – AFI's 10 Top 10 - Fantascienza (n. 3)

Richard Attenborough, il regista di Gandhi, che nel 1983 vinse gli Oscar al miglior film e alla migliore regia, battendo in entrambe le categorie proprio il film di Spielberg, dichiarò "Ero certo non solo che E.T. avrebbe vinto, ma anche che meritasse di vincere."

## Influenza culturale

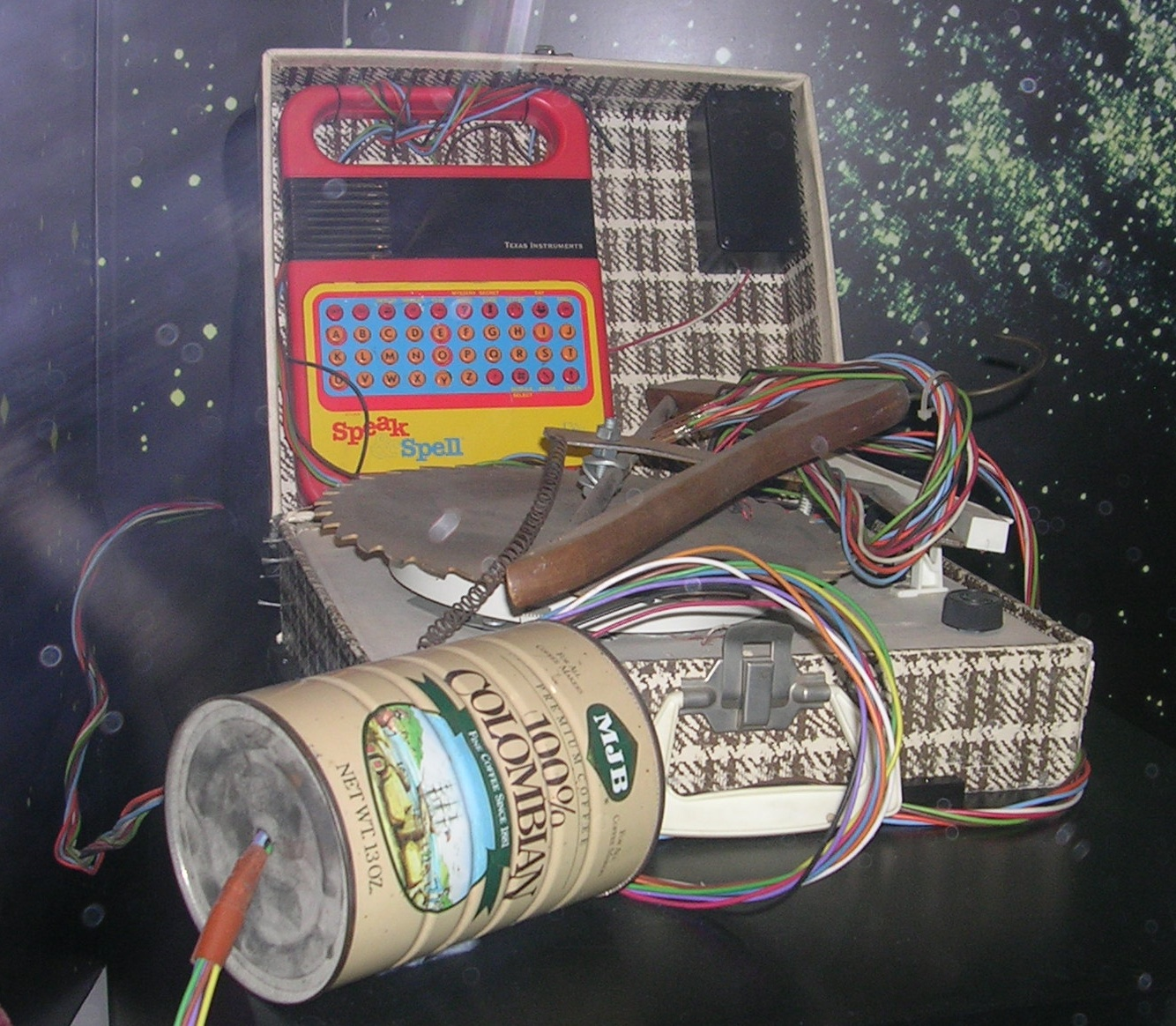
Il comunicatore usato da E.T. nel film, trovabile ad E.T. Adventure degli Universal Studios Florida.

Nel corso degli anni, E.T. è stato citato e parodiato in moltissimi film (Ritorno al futuro, Fuori di testa, Ghostbusters II, Predator 2, Independence Day, Men in Black, e Paul), serie televisive (Alf, Dawson's Creek, I favolosi Tiny, Robot Chicken, Scrubs - Medici ai primi ferri e Friends), videogiochi e fumetti:
Stephen Chow ha affermato che per il suo film CJ7 - Creatura extraterrestre è stato influenzato dalla pellicola di Spielberg.
Il videoclip Bigger than Us del gruppo musicale White Lies è un omaggio al film.
Una parodia del film viene fatta su Topolino, nella storia Topolino in... E.B. l'extraterrestre, uscita nel 1983 con protagonista Eta Beta.
Il personaggio appare anche nel numero 108 (uscito a maggio 1984) di Mister No, dove è presente la figura di un essere misterioso di cui si vede solo il lunghissimo dito, e che ha il potere di rigenerare qualsiasi cosa. Nell'ultima vignetta si capisce che trattasi di E.T. (o di un essere molto simile a lui) che appare in campo lungo, e pronuncia la sua frase io sarò sempre qui.
Nel film "La minaccia fantasma" della saga di Guerre Stellari compaiono, nella scena del senato, degli alieni identici al personaggio di E.T. Questi, identificati come Asogiani, sono stati inseriti come cameo, a ricordare la collaborativa amicizia fra George Lucas e Steven Spielberg.
Un Asogiano oramai anziano compare anche nella serie di Guerre Stellari "Andor" (precisamente nella seconda stagione), come paziente di un ospedale in cui si é infiltrata Kelya, per salvare Luthen.

## Altri media

### Videogioco
Molti videogiochi sono stati creati, partendo dalla storia del film. Il primo, fallimentare, tentativo risale al 1982, mentre gli ultimi videogiochi sono stati prodotti a partire dal 2002. Sebbene questi ultimi siano passati del tutto inosservati di fronte alla critica e al pubblico, il primo videogioco prodotto rimase famoso per la sua scarsa qualità.
Il 25 luglio 1982 la casa di produzione Atari firmò un accordo con Spielberg per la realizzazione del videogioco di E.T., che sarebbe dovuto uscire nel periodo natalizio. Howard Scott Warshaw, l'autore di Yar's Revenge, venne incaricato della realizzazione del gioco. Le cinque settimane entro le quali il gioco avrebbe dovuto essere completato non permisero a Warshaw di creare un titolo curato in tutti gli aspetti. La critica e il pubblico non accolsero positivamente il gioco, che fu decretato il peggiore mai creato.
La casa produttrice fu costretta a sotterrare cinque milioni di cartucce invendute del gioco in una località del deserto dell'Alamogordo nel Nuovo Messico. Il gioco di E.T. rimase famoso per essere il simbolo della crisi dei videogiochi del 1983.
E.T. è uno dei tanti personaggi giocabili in LEGO Dimensions sbloccando il mondo e una arena da battaglia ispirati al film.

## Merchandising
Seguendo gli esempi dei grandi blockbuster dell'epoca, come Guerre stellari e I predatori dell'arca perduta, E.T. fu oggetto di una grande promozione, comprendente pupazzetti, oggetti scolastici, poster, giochi da tavolo, videogiochi, magliette, tazze, diari, action figure e un'attrazione agli Universal Studios, costata 40 milioni di dollari. Diversi oggetti o cibi apparsi nella pellicola divennero, per un breve periodo, di culto. La Mars Incorporated, ad esempio, trovò E.T. così brutto che si rifiutarono di permettere l'uso di M&M's nel film credendo che E.T. avrebbe spaventato i bambini. Ciò permise alla Hershey's l'opportunità di pubblicizzare i Reese's Pieces, che divennero da quel momento ancora più popolari.

## Sequel
Nel luglio del 1982, poco dopo l'uscita del film nei cinema, Spielberg e Mathison scrissero una relazione per un possibile seguito, intitolato E.T. II: Nocturnal Fears. La storia vedeva Elliott e i suoi amici, catturati da malvagi alieni, tentare di contattare E.T. per chiedergli aiuto. Il regista tuttavia cambiò rapidamente idea e decise di non realizzare nessun sequel, dicendo che avrebbe strappato al film la sua innocenza.
In ogni caso un libro che racconta una storia che fa da sequel al film è stato scritto da William Kotzwinkle, intitolato E.T.: The Book of the Green Planet. Il romanzo, pubblicato in Italia da Sperling & Kupfer come E.T. Il libro del pianeta verde, narra il ritorno di E.T. sul suo pianeta. Una volta a casa l'alieno scopre che la sua dimora è stata demolita e tenterà di tornare sulla Terra.